# Ghawar Field

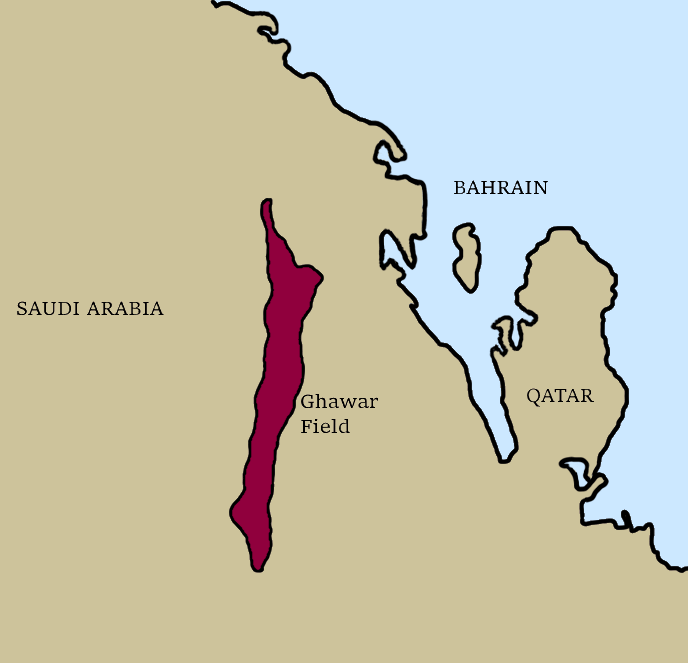
Ghawar Field

Ghawar Field – największe znane pole naftowe na świecie, położone w Al-Ahssa w Arabii Saudyjskiej. Ma wymiary 280 km x 30 km, a głównym i jedynym właścicielem jest spółka państwowa, Saudi Aramco. Stosunkowo niewiele wiadomo na temat Ghawar, ponieważ firma i rząd saudyjski ściśle strzeże informacje o pojemności i eksploatacji złoża. Dostępne informacje są głównie historyczne, jeszcze przed nacjonalizacją.

## Geologia
Ghawar zajmuje antyklinę powyżej zrębu datowanego na karbon, ok. 320 mln lat temu. 

## Historia
Ghawar został podzielony na pięć obszarów wydobycia, z północy na południe: 'Ain Dar i Shedgum, 'Uthmaniyah, Hawiyah i Haradh. Główna oaza Al-Ahsa i miasto Al-Hofuf znajdują się we wschodniej części Ghawar. Złoża Ghawaru zostały odkryte w 1948 r., a eksploatacja ruszyła w 1951 r. Niektóre źródła twierdzą, że Ghawar osiągnął szczyt wydobycia w 2005 r., chociaż jest to podważane przez Saudi Aramco.
Według raportów Saudi Aramco, Ghawar wyeksploatował 48% swoich udokumentowanych złóż.

## Produkcja
Około 60-65% całej ropy naftowej wydobytej przez Arabię Saudyjską w latach 1948-2000 pochodziła ze złoża Ghawar. Całkowita produkcja do kwietnia 2010 r. przekroczyła 65 mld baryłek (10,3 km³). Szacuje się, że obecnie z pola naftowego Ghawar wydobywa się ponad 5 mln baryłek (790 000 m³) ropy dziennie (6,25% produkcji światowej). Z Ghawar wydobywa się również ok. 2 mld stóp sześciennych (57 000 000 m³) gazu ziemnego dziennie.